# Macropus eugenii
Macropus eugenii е вид бозайник от семейство Кенгурови (Macropodidae).

## Разпространение
Видът е разпространен в Австралия. Внесен е в Нова Зеландия.